# Ecnomus woronan
Ecnomus woronan là một loài Trichoptera trong họ Ecnomidae. Chúng phân bố ở miền Australasia.